# Лејк Хелен (Флорида)
Лејк Хелен (енгл. Lake Helen) град је у америчкој савезној држави Флорида. По попису становништва из 2010. у њему је живело 2.624 становника.

## Демографија
Према попису становништва из 2010. у граду је живело 2.624 становника, што је 119 (4,3%) становника мање него 2000. године.
| Група             | 2000.         | 2010.         |
| Белци             | 2.338 (85,2%) | 2.209 (84,2%) |
| Афроамериканци    | 293 (10,7%)   | 240 (9,1%)    |
| Азијати           | 8 (0,3%)      | 9 (0,3%)      |
| Хиспаноамериканци | 81 (3,0%)     | 114 (4,3%)    |
| Укупно            | 2.743         | 2.624         |